# 基爾科沃

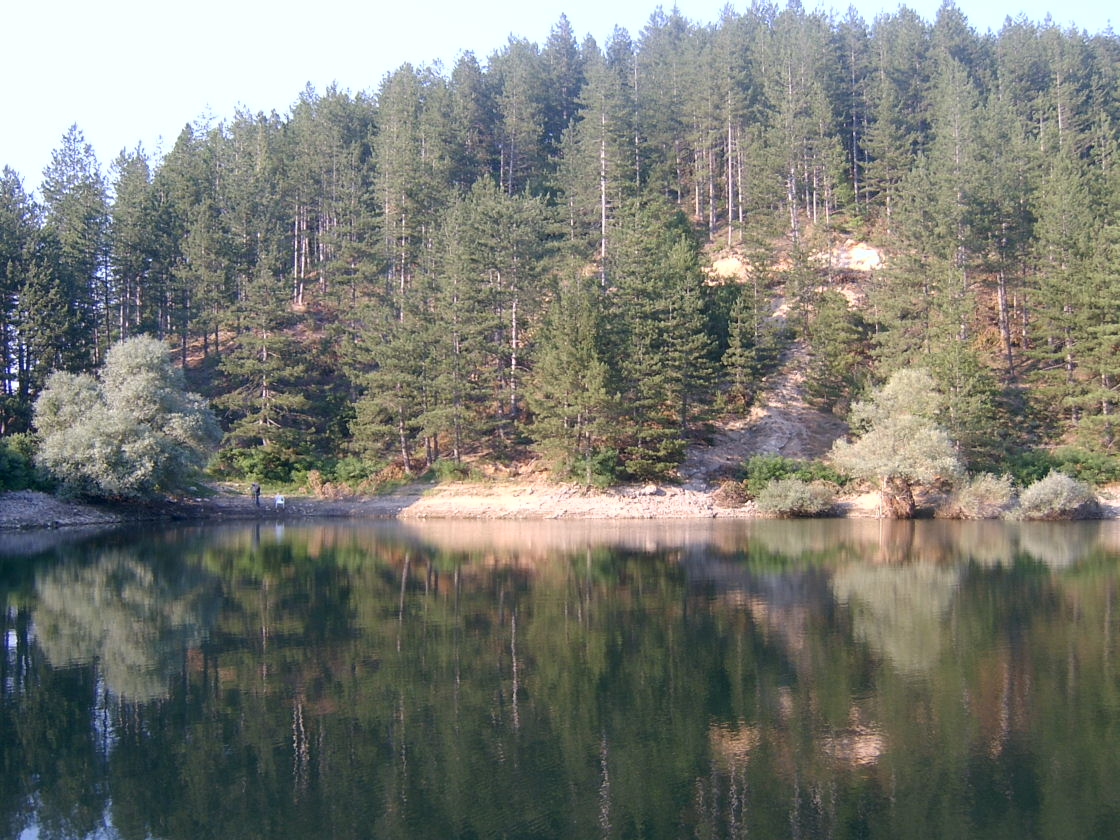
基爾科沃

基爾科沃是保加利亞南部克爾賈利州基爾科沃市鎮的村庄及行政中心。面積2.96平方公里，2015年人口724，人口密度每平方公里244.59人。